# Le Silence de Rak
Pour plus de détails, voir Fiche technique et Distribution.
Le Silence de Rak est un  film franco-canadien réalisé par Christophe Loizillon et sorti en 1997.

## Synopsis
Rak, après son licenciement, se met à réfléchir sur le sens du travail. Comme il ne sait pas rester inactif, il crée son propre travail. Il reçoit des candidats pour vendre une encyclopédie fictive.

## Fiche technique
- Titre anglophone : The Silence of Rak
- Réalisation : Christophe Loizillon
- Scénario : Santiago Amigorena, Laurence Ferreira Barbosa, Christophe Loizillon
- Photographie : Renato Berta
- Musique : Martin Meissonnier, Isabelle Surel
- Montage : Jennifer Augé
- Durée : 74 minutes[1]
- Date de sortie : 9 juillet 1997 (France)

## Distribution
- François Cluzet : Rak
- Elina Löwensohn : Lucie
- Jackie Berroyer : l'inspecteur
- Roland Amstutz : M. Albert
- Marcel Bozonnet : le directeur
- Pierre Baillot : le premier homme au café
- Brigitte Roüan : la femme au café
- Zinedine Soualem : le premier consommateur
- Simon Abkarian : le second consommateur
- Philippe Duquesne : le patron du café
- Frédéric Pellegeay

## Distinctions
- Meilleur acteur pour François Cluzet au Festival du film de Paris[2].

## Commentaires du réalisateur
« Je suis resté quelques années sans travailler, comme 25 ou 30 millions de personnes en Europe aujourd'hui. Ma vision du monde, ma manière de vivre, d'être, d'aimer ceux qui étaient autour de moi en ont été bouleversés. Dans un monde où l'homme existe par ce qu'il fait, par ce qu'il fabrique, j'étais devenu un autre. Ce film est né de ce changement d'état, du passage d'un état d'acteur dans la société à celui de spectateur de cette société. Lorsque j'ai entrepris l'écriture de ce film, une seule question se posait : comment aborder, dans un film de fiction, l'un des principaux problèmes auquel sont confrontées les sociétés occidentales aujourd'hui (et qui était devenu également ma première préoccupation) : le travail et le non-travail ? ».